# Devonian Harbor Park
Devonian Harbor Park är en park i staden Vancouver i British Columbia i Kanada.